# Liste des conseillers aux États du canton de Vaud
Cette liste présente tous les membres du Conseil des États issus du canton de Vaud depuis la création de l'État fédéral en 1848 jusqu'à aujourd'hui.

## Partis
- PLR : Parti libéral-radical
- PLS : Parti libéral suisse
- PRD : Parti radical-démocratique[Note 1]
- PS : Parti socialiste suisse
- Les Verts

## Membres
Liste des membres par ordre alphabétique :
| Nom                     | Parti                         | Mandat                        | Né   | Mort |
| ----------------------- | ----------------------------- | ----------------------------- | ---- | ---- |
| Alfred Aubert           | PRD                           | 1900–1901                     | 1859 | 1923 |
| Michel Béguelin         | PS                            | 1999–2007                     | 1936 |      |
| Louis Bonjour           | PRD                           | 1873–1875                     | 1823 | 1875 |
| Alphonse Bory           | PRD                           | 1881–1887                     | 1838 | 1891 |
| Norbert Bosset          | PRD                           | 1928–1947                     | 1883 | 1969 |
| Emmanuel Bourgeois      | PRD                           | 1849–1851                     | 1803 | 1865 |
| François Briatte        | PRD                           | 1848–1853 1856–1862 1864–1867 | 1805 | 1877 |
| Pascal Broulis          | PLR                           | 2023–                         | 1965 |      |
| Jules Brun              | PRD (jusqu'en 1882, puis PLS) | 1880–1881                     | 1832 | 1898 |
| Louis Chamorel          | PRD                           | 1931–1943                     | 1879 | 1966 |
| Victor Debonneville     | PRD                           | 1878–1880                     | 1829 | 1902 |
| Édouard Debétaz         | PRD                           | 1975–1987                     | 1917 | 1999 |
| Jeannot de Crousaz      | PLS (jusqu'en 1866, puis PRD) | 1862–1863                     | 1822 | 1883 |
| Gabriel Despland        | PRD                           | 1943–1944 1947–1967           | 1901 | 1983 |
| Émile Dind              | PRD                           | 1863–1865 1917–1931           | 1855 | 1932 |
| Jakob Dubs              | PLS                           | 1854–1861                     | 1822 | 1879 |
| Charles Estoppey        | PRD                           | 1867–1873 1875–1888           | 1820 | 1888 |
| Jules Eytel             | PRD                           | 1862–1863                     | 1817 | 1873 |
| Frédéric Fauquex        | PLS                           | 1945–1963                     | 1898 | 1976 |
| Constant Fornerod       | PRD                           | 1853–1855                     | 1819 | 1899 |
| Olivier Français        | PLR                           | 2015–2023                     | 1955 |      |
| Donat Golaz             | PRD                           | 1894–1900                     | 1852 | 1900 |
| Xavier Gottofrey        | PLS                           | 1862                          | 1802 | 1868 |
| Louis Guisan            | PLS                           | 1963–1975                     | 1911 | 1998 |
| Gustave Jaccard         | PLS                           | 1854–1855                     | 1809 | 1881 |
| Yvette Jaggi            | PS                            | 1987–1991                     | 1941 |      |
| Adolphe Jordan          | PRD                           | 1888–1896                     | 1845 | 1900 |
| Christiane Langenberger | PLR                           | 1999–2007                     | 1941 | 2015 |
| Auguste de Loës         | PLS                           | 1863–1864                     | 1802 | 1883 |
| Pierre-Yves Maillard    | PS                            | 2023–                         | 1968 |      |
| Jacques Martin          | PRD                           | 1991–1999                     | 1933 | 2005 |
| Jules Martin            | PRD                           | 1851–1852                     | 1824 | 1875 |
| Jacques Morier-Genoud   | PS                            | 1975–1979                     | 1934 |      |
| Jean-Pierre Pradervand  | PRD                           | 1967–1975                     | 1908 | 1996 |
| Luc Recordon            | Les Verts                     | 2007–2015                     | 1955 |      |
| Henri Reymond           | PRD                           | 1852–1853                     | 1819 | 1879 |
| Hubert Reymond          | PLS                           | 1979–1995                     | 1938 |      |
| Éric Rochat             | PLS                           | 1995–1999                     | 1948 |      |
| Auguste Rogivue         | PRD                           | 1853                          | 1812 | 1869 |
| Jules Roguin            | PLS                           | 1863–1874                     | 1823 | 1908 |
| Marc-Emile Ruchet       | PRD                           | 1887–1893 1896–1899           | 1853 | 1912 |
| Géraldine Savary        | PS                            | 2007–2019                     | 1968 |      |
| Henri Simon             | PRD                           | 1901–1928                     | 1868 | 1932 |
| Adèle Thorens Goumaz    | Les Verts                     | 2019–2023                     | 1971 |      |
| Adrien Thélin           | PRD                           | 1900–1917                     | 1842 | 1922 |
| Antoine Vessaz          | PRD                           | 1875–1878                     | 1833 | 1911 |
| Louis Wenger            | PRD                           | 1848–1849 1855–1861           | 1809 | 1861 |

## Membres par ordre chronologique[1]
| Législature | Début | Fin  | 1er siège VD                                                                    | 2e siège VD                                                                                    |
| 52          | 2023  | 2027 | Pierre-Yves Maillard                                                            | Pascal Broulis                                                                                 |
| 51          | 2019  | 2023 | Adèle Thorens Goumaz                                                            | Olivier Français                                                                               |
| 50          | 2015  | 2019 | Géraldine Savary                                                                | Olivier Français                                                                               |
| 49          | 2011  | 2015 | Géraldine Savary                                                                | Luc Recordon                                                                                   |
| 48          | 2007  | 2011 | Géraldine Savary                                                                | Luc Recordon                                                                                   |
| 47          | 2003  | 2007 | Michel Béguelin                                                                 | Christine Langenberger                                                                         |
| 46          | 1999  | 2003 | Michel Béguelin                                                                 | Christine Langenberger                                                                         |
| 45          | 1995  | 1999 | Éric Rochat                                                                     | Jacques Martin                                                                                 |
| 44          | 1991  | 1995 | Hubert Reymond                                                                  | Jacques Martin                                                                                 |
| 43          | 1987  | 1991 | Hubert Reymond                                                                  | Yvette Jaggi                                                                                   |
| 42          | 1983  | 1987 | Hubert Reymond                                                                  | Edouard Debétaz                                                                                |
| 41          | 1979  | 1983 | Hubert Reymond                                                                  | Edouard Debétaz                                                                                |
| 40          | 1975  | 1979 | Jacques Morier-Genoud                                                           | Edouard Debétaz                                                                                |
| 39          | 1971  | 1975 | Louis Guisan                                                                    | Jean-Pierre Pradervand                                                                         |
| 38          | 1967  | 1971 | Louis Guisan                                                                    | Jean-Pierre Pradervand                                                                         |
| 37          | 1963  | 1967 | Louis Guisan                                                                    | Gabriel Despland                                                                               |
| 36          | 1959  | 1963 | Frédéric Fauquex                                                                | Gabriel Despland                                                                               |
| 35          | 1955  | 1959 | Frédéric Fauquex                                                                | Gabriel Despland                                                                               |
| 34          | 1951  | 1955 | Frédéric Fauquex                                                                | Gabriel Despland                                                                               |
| 33          | 1947  | 1951 | Frédéric Fauquex                                                                | Gabriel Despland                                                                               |
| 32          | 1943  | 1947 | Gabriel Despland (1943-1944) / Frédéric Fauquex (dès 1945)                      | Norbert Bosset                                                                                 |
| 31          | 1939  | 1943 | Louis Chamorel                                                                  | Norbert Bosset                                                                                 |
| 30          | 1935  | 1939 | Louis Chamorel                                                                  | Norbert Bosset                                                                                 |
| 29          | 1931  | 1935 | Louis Chamorel                                                                  | Norbert Bosset                                                                                 |
| 28          | 1928  | 1931 | Emile Dind                                                                      | Norbert Bosset                                                                                 |
| 27          | 1925  | 1928 | Emile Dind                                                                      | Henri-François Simon                                                                           |
| 26          | 1922  | 1925 | Emile Dind                                                                      | Henri-François Simon                                                                           |
| 25          | 1919  | 1922 | Emile Dind                                                                      | Henri-François Simon                                                                           |
| 24          | 1917  | 1919 | Emile Dind                                                                      | Henri-François Simon                                                                           |
| 23          | 1914  | 1917 | Adrien Thélin                                                                   | Henri-François Simon                                                                           |
| 22          | 1911  | 1914 | Adrien Thélin                                                                   | Henri-François Simon                                                                           |
| 21          | 1908  | 1911 | Adrien Thélin                                                                   | Henri-François Simon                                                                           |
| 20          | 1905  | 1908 | Adrien Thélin                                                                   | Henri-François Simon                                                                           |
| 19          | 1902  | 1905 | Adrien Thélin                                                                   | Henri-François Simon                                                                           |
| 18          | 1899  | 1902 | Marc-Emile Ruchet / Adrien Thélin (dès 1900)                                    | Donat Golaz (début 1900) / Alfred Aubert (fin 1900) / Henri-François Simon (dès 1901)          |
| 17          | 1896  | 1899 | Marc-Emile Ruchet                                                               | Donat Golaz                                                                                    |
| 16          | 1893  | 1896 | Vacant                                                                          | Donat Golaz (dès 1894)                                                                         |
| 15          | 1890  | 1893 | Marc-Emile Ruchet                                                               | Vacant                                                                                         |
| 14          | 1887  | 1890 | Marc-Emile Ruchet                                                               | Charles Estoppey (jusqu'en 1888)                                                               |
| 13          | 1884  | 1887 | Alphonse Bory                                                                   | Charles Estoppey                                                                               |
| 12          | 1881  | 1884 | Alphonse Bory                                                                   | Charles Estoppey                                                                               |
| 11          | 1878  | 1881 | Victor Debonneville (jusqu'en 1880) / Jules Brun (1880-1881)                    | Charles Estoppey                                                                               |
| 10          | 1875  | 1878 | Antoine Vessaz                                                                  | Charles Estoppey                                                                               |
| 9           | 1872  | 1875 | Jules Roguin (jusqu'en 1874)                                                    | Louis Bonjour                                                                                  |
| 8           | 1869  | 1872 | Jules Roguin                                                                    | Charles Estoppey                                                                               |
| 7           | 1866  | 1869 | Jules Roguin                                                                    | François Briatte / Charles Estoppey (dès 1867)                                                 |
| 6           | 1863  | 1866 | Jules Roguin                                                                    | Jeannot Decrousnaz (jusqu'en 1863) / Auguste de Loës (1863-1864) / François Briatte (dès 1864) |
| 5           | 1860  | 1863 | Louis Wenger (jusqu'en 1861) / Xavier Gottofrey (1862) / Jules Eytel (dès 1862) | Jeannot Decrousnaz (dès 1862)                                                                  |
| 4           | 1857  | 1860 | Louis Wenger                                                                    | François Briatte                                                                               |
| 3           | 1854  | 1857 | Gustave Jaccard (jusqu'en 1855) / Louis Wenger (dès 1855)                       | Constant Fornerod (jusqu'en 1855) / François Briatte (dès 1856)                                |
| 2           | 1851  | 1854 | Jules Martin (1851-1852) / Henri Reymond (1852-1853) / Auguste Rogivus (1853)   | François Briatte (jusqu'en 1853) / Constant Fornerod (dès 1853)                                |
| 1           | 1848  | 1851 | Louis Wenger (jusqu'en 1849) / Emmanuel-David Bourgeois (1849-1851)             | François Briatte                                                                               |